# Eduard Stepančič
Eduard Stepančič, slovenski slikar, grafik, oblikovalec, scenograf in digitalni umetnik, * 25. avgust 1908, Trst, † 11. februar 1991, Beograd.

## Življenjepis

### Zgodnje življenje in izobrazba
Eduard Stepančič je bil rojen 25. avgusta 1908 v Trstu očetu Alojziju Stepančiču, trgovcu, in materi Franki, rojeni Intihar. Rod Stepančičev izvira iz vasi Temnica na Krasu. Med letoma 1914 in 1919 je obiskoval ljudsko šolo v Trstu. V letih od 1919 do 1923 je obiskoval V. realno gimnazijo v Ljubljani in končal z malo maturo. Med letoma 1923 in 1927 je nadaljeval šolanje na srednji umetniški šoli (Istituto di Belle Arti Monza – arte pura) pri profesorju Achilleju Furiju. V šolskem letu 1927/28 je bil dva semestra vpisan na likovni akademiji (Accademia di Belle Arti) v Benetkah. Poleti in verjetno jeseni leta 1928 je služil vojaški rok na Reki. Spomladi leta 1929 je bil en semester vpisan tudi na likovni akademiji v Firencah.

### Trst, Pariz, Ljubljana, Beograd
V letih med 1926 in 1929 je bil član Tržaške konstruktivistične skupine (Gruppo costruttivista di Trieste), ki jo je vodil Avgust Černigoj. Poleg Černigoja in Stepančiča sta bila v njej še Giorgio Carmelich in Ivan Lah. Skupina je leta 1927 proizvedla kongenialno umetniško delo Tržaški konstruktivistični ambient. Leta 1929 se je zaradi političnih pritiskov izselil iz Trsta. Potoval je na Dunaj, od tod v Brno in prebil tri mesece v Pragi. Ob koncu leta 1929 ali v začetku 1930 je prispel v Pariz. Na Moderni akademiji (Academie moderne) se je izpopolnjeval pri Fernandu Legerju, Emilu Bertinu in ob tem še pri Paulu Colinu. Med letoma 1930 in 1931 je živel v Parizu in se krajše obdobje izpopolnjeval v studiu Ferdinanda Legerja. Stepančič je v dvajsetih letih deloval tudi kot scenograf (sodeluje na natečaju scenskih osnutkov za opero Marija Kogoja: Črne Maske, Sejmišče Ljubljana). 
Od leta 1931 naprej je živel in delal v Beogradu, kot slikar, grafik ter oblikovalec plakatov in knjig. Leta 1932 se je slikarsko izpopolnjeval pri Petru Dobroviću in tega leta prvič razstavljal z beograjskimi umetniki ter potem vsako leto sodeloval na različnih kolektivnih razstavah beograjskih in jugoslovanskih umetnikov. Preživljal se je kot zavarovalniški agent. Med vojno in okupacijo je bival v Beogradu in ni razstavljal. Preživljal se je s prodajo manjših del. Leta 1946 se je poročil z Natalijo Jugović in kljub kasnejši ločitvi živel z njo do njene smrti leta 1986. Kmalu po osvoboditvi je postal član Društva likovnih umetnikov Srbije. Od jeseni leta 1945 do upokojitve leta 1971 se je redno udeleževal spomladanskih in jesenskih društvenih razstav ter sodeloval tudi na nekaj gostovanjih po Jugoslaviji. Leta 1950 je bil imenovan za slikarja leta. 

### Po upokojitvi
Po upokojitvi leta 1971 je sodeloval na beograjski likovni akademiji pri pouku akta. Sicer se je veliko ukvarjal posebno z razvijanjem geometrične abstraktne risbe in sledil številnim novostim v umetnosti. Jeseni 1983 se je udeležil prvega Video festivala v Cankarjevem domu v Ljubljani in skupaj z video umetnikom Mihom Vipotnikom izdelal animacijo (digitalno kinetizacijo) svojih geometričnih abstraktnih del, ki jo je poimenoval Raziskava likovne mehanike. Zadnja dokumentirana dela nosijo letnico 1986. 
Eduard Stepančič je umrl 11. februarja 1991 v bolnišnici Svetega Save v Beogradu. Pokopan je bil 25. februarja 1991 na pokopališču Lešće v Beogradu. 

## Dediščina
Na pobudo Jerka Ješe Denegrija in Dragana Živadinova so Stepančiču leta 2006 postavili veliko pregledno razstavo v galeriji Cankarjevega doma (kustosa dr. Peter Krečič in Nina Pirnat Spahić). Umetniška zapuščina je po smrti prenesena iz Beograda v Trst, kjer se danes tudi nahaja pri dediču, nečaku Robertu Stefaniju.
1. ↑  https://european-art.net/person/redirect?i=7&p=2035